# Myōren-ji (Kyōto)

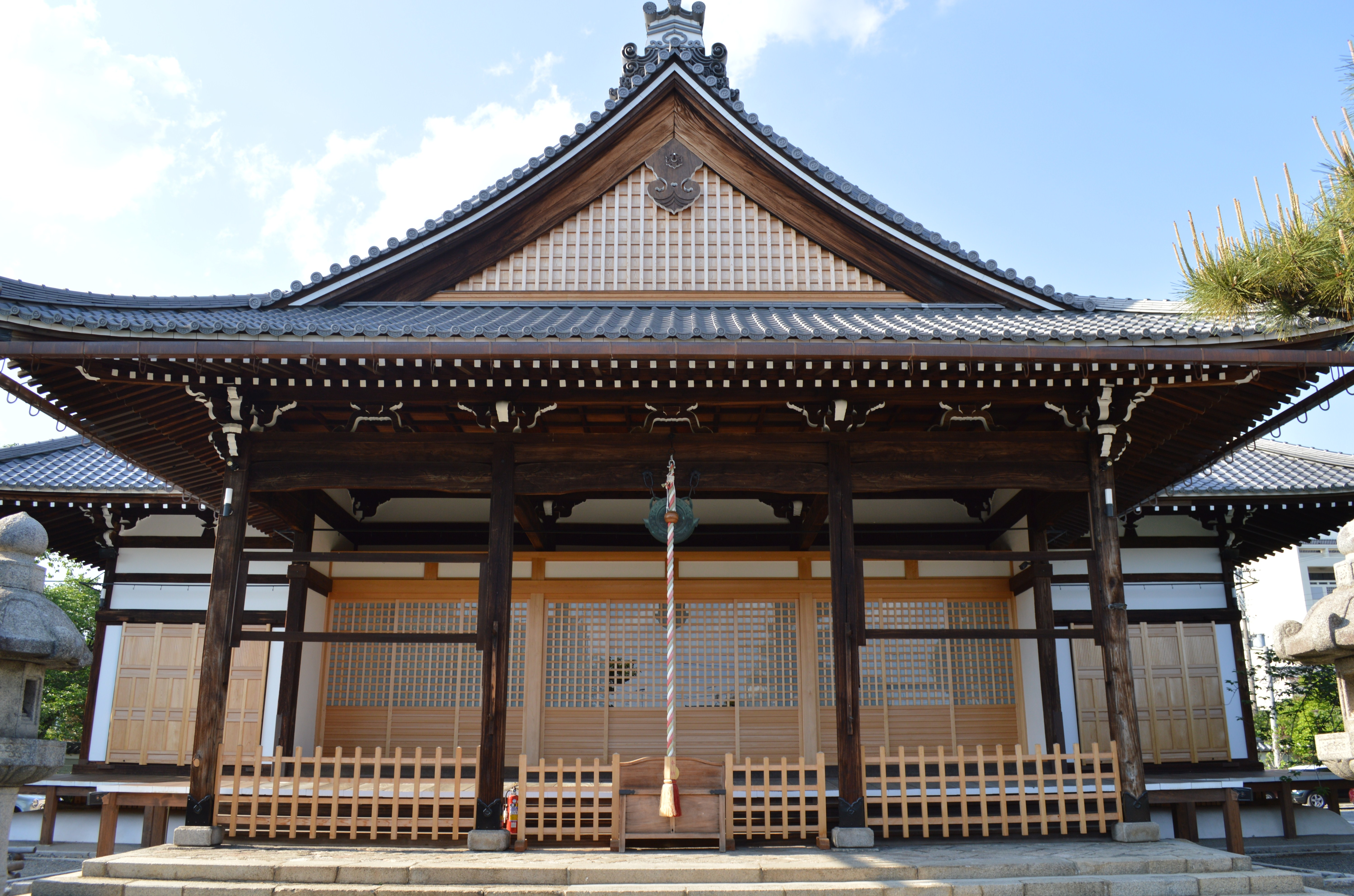
Haupthalle (Hondō) des Myoren-ji

Der Myōren-ji (japanisch 妙蓮寺), mit dem Bergnamen Ubokusan (卯木山), in Kyoto ist einer der wichtigsten Tempel (大本山 daihonzan) der Honmon Hokke-shū, einer buddhistischen Schule des Nichiren-Buddhismus.
Der Tempel wurde im Jahre 1294 von Nichizō (日像; 1269–1342)  gegründet. Nichizō war Schüler des Nichirō (日朗; 1245–1320), einem der sechs Hauptschüler des Nichiren. Vormals trug der Tempel auch die Namen Yanagi-dera (柳寺 ‚Weidentempel‘) und Myōhō-renge-ji (妙法蓮華寺).
Nicht unüblich für japanische Tempel wurde der heutige Tempelkomplex, mit seinen acht Nebentempeln, mehrmals durch Feuer zerstört. Dennoch sind die meisten der heute existierenden Gebäude mehr als 200 Jahre alt. Seit dem Jahr 1870 ist er der Haupttempel der Honmon Hokke-shū.